# Atractus guentheri
Atractus guentheri är en ormart som beskrevs av Wucherer 1861. Atractus guentheri ingår i släktet Atractus och familjen snokar. Inga underarter finns listade.
Arten förekommer i delstaten Bahia i Brasilien. Honor lägger ägg.